# Willie Aames
Willie Aames (Los Angeles, 15 de julho de 1960) é um ator estadunidense.